# Calliandropsis
Calliandropsis là một chi thực vật có hoa trong họ Đậu.